# Marc Jongen
Pour les articles homonymes, voir Jongen.
Marc Stephan Jongen, né le 23 mai 1968 à Merano (Italie), est un homme politique allemand d'extrême droite, membre du parti Alternative pour l'Allemagne. De 2003 à 2017, il est assistant du philosophe Peter Sloterdijk à l'université de Karlsruhe.
Considéré comme le penseur du parti et l'idéologue de l'AfD, il représente le parti dans le Baden-Württemberg de mars 2017 à février 2019. Durant les élections fédérales allemandes de 2017, il est élu au Bundestag.

## Origines
Il grandit à Lana dans le Sud-Tyrol, et est de nationalité néerlandaise par son père et italienne par sa mère. Il étudie l'économie de 1987 à 1988 à l'université d'économie de Vienne, puis jusqu'en 1995 la philosophie, l'indologie, l'histoire, les études allemandes et la philosophie des sciences à l'université de Vienne. Après un séjour de trois mois en Inde, il rédige en 1996 son mémoire de maîtrise intitulé L'essence de la connaissance spirituelle déduite de l'Advaita Vedanta Shri Shakaracharyas, publié par Eugen Diederichs (de), en 1998.
Entre 1996 et 1999, il est rédacteur culturel de la Neue Südtiroler Tageszeitung (de), à Bolzano et travaille sur une Philosophie de l'Astrologie. En 1999, il commence un doctorat à l'université d'État pour le design (HfG) à Karlsruhe comme boursier de la Fondation Leopold Ziegler (de). De 2001 à 2003, Jongen est boursier du Land de Bade-Wurtemberg. En 2009, il obtient son doctorat en philosophie. En 2011, Jongen reçoit la nationalité allemande.

## Positionnement politique
Il adhère à la théorie du complot raciste du « grand remplacement », imaginée par Renaud Camus, qu'il resitue dans la philosophie des affects de Sloterdijk, célébrant le « thymos » dans son livre Zorn und Zeit (Colère et temps), et prônant pour son parti une philosophie « mouvementiste ». Le maître a entre-temps désavoué son ancien élève.
Le Stuttgarter Zeitung note qu'il ne s'est pas distancié de la faction d'extrême droite Flügel, de Björn Höcke.